# Zombie (cómic)
El Zombie (Simon Garth) es un personaje sobrenatural ficticio que aparece en los cómics estadounidenses publicados por Marvel Comics. El personaje fue creado por el escritor Stan Lee y el artista Bill Everett para la historia independiente "Zombie" en el cómic de antología de terror Menace # 5 (julio de 1953), que fue publicado por Atlas Comics, un precursor de Marvel. El personaje más tarde llegó a ser bien conocida por su papel de revistas de historietas de terror en blanco y negro de la serie Tales of the Zombie (1973–1975), generalmente en historias de Steve Gerber y Pablo Marcos.

## Historial de publicaciones
El editor en jefe de Marvel Comics, Roy Thomas, seleccionó al personaje Simon Garth, el Zombie, de un cuento de terror previo al Código de cómics en Menace # 5 (julio de 1953), publicado por el precursor de Marvel Atlas Comics , y trajo al personaje a la actualidad de la continuidad en Tales of the Zombie # 1 (1973). La historia moderna inicial, escrita por Thomas y Steve Gerber y dibujada por John Buscema y Tom Palmer, fue una historia de 12 páginas que condujo a una reimpresión de siete páginas de la historia de la década de 1950 (con el arte ligeramente alterado para darle al Zombie hasta los hombros en lugar de pelo corto). Esa historia original también se reimprimió en Tales of the Zombie Annual # 1 de 1975, y nuevamente dos décadas después en Curse of the Weird # 4 (marzo de 1994), el último número de una breve serie de reimpresión de horror de Marvel.
Después del estreno, todas las historias de zombis fueron de Gerber y el artista Pablo Marcos (una de ellas en colaboración con el escritor Doug Moench y el artista Alfredo Alcalá). El final de la serie original, ambientado en la boda de la hija de Garth en el número 9, fue una historia de tres capítulos escrita por Tony Isabella (capítulo 2 con el coguionista Chris Claremont), y dibujada por los dibujantes Virgilio Redondo, Yong Montano y Ron Wilson, respectivamente, y entintado por Alcalá (capítulos 1-2) y Marcos (capítulo 3).
Aunque descansó pacíficamente en Tales of the Zombie # 9 (no apareció en el siguiente número final, que contenía una historia de Hermano Vudú y tres cuentos antológicos), Simon Garth fue reanimado en la revista de cómics de terror Bizarre Adventures # 33 (diciembre de 1982), en una historia fuera de cronología difícil de conciliar con el resto de la continuidad del personaje. El Zombie volvió a los cómics en color en una historia de respaldo en Daredevil Annual # 9 (julio de 1993). En el momento de esa aparición, el Zombie permaneció desenterrado y controlado por Donna, quien se comprometió a que eliminara a otros muertos vivientes cautivados.
El zombie apareció posteriormente en Peter Parker: Spider-Man Annual '97 (1997); en una referencia detrás de escena en Blade: Crescent City Blues # 1 (marzo de 1998) que conduce a una aparición especial en Spider-Man Unlimited # 20 (mayo de 1998); y en una historia en solitario en la serie de antología Strange Tales vol. 4 # 1 (septiembre de 1998). Una década más tarde, protagonizó una historia en solitario en el omnibus de una sola toma Legión de Monstruos: Man-Thing # 1 (mayo de 2007). También es uno de los personajes principales de Marvel Zombies 4.
Apareció en Marvel Zombie (octubre de 2018).

## Biografía del personaje ficticio
Simon William Garth nació en Birmingham, Alabama, Estados Unidos y se convirtió en un ejecutivo obsesionado con el trabajo de Garth Manor Coffee, con sede en Nueva Orleans, Luisiana, Estados Unidos. Emboscado y secuestrado por su antiguo jardinero (a quien había despedido), Simon será el sacrificio humano de un culto vudú. Sin embargo, la sacerdotisa del culto Layla reconoce a Simon como su propio empleador de la vida cotidiana, de quien está enamorada. Aunque su intento de dejarlo escapar se ve frustrado, y aunque ella se ve obligada a transformar místicamente su cadáver en un Zombi con una mente nublada a quien los poseedores del amuleto a juego podría controlar por Layla, con su abuelo llamado Papa Doc Kabel, continúan tratando de ayudar al zombi sin comprender a alcanzar su descanso final.
A pesar de su estado zombi, conserva cierto vestigio de su alma: por ejemplo, cuando está bajo el control del amuleto se ha visto obligado a lastimar o incluso a matar a personas por las que se preocupó (como Philip Bliss y Layla). En el momento en que está libre de control, su venganza es terrible. Debido a estos restos de alma, Layla y Papa Doc realizan un ritual que le permite a Simon 24 horas en su ser humano restaurado para poder asistir a la boda de su hija Donna y poner en orden lo que quedaba de su vida anterior.
Fue resucitado por la bruja vudú llamada Calipso, quien descubrió que, a través de actos de desinterés, este zombi en particular poseía libre albedrío, es decir, la capacidad de actuar por su propia voluntad y no siempre a petición de quien llevaba el Amuleto de Damballah, un característica inusual para un miembro de los muertos vivientes. En este caso, ignoró sus órdenes y apartó a Calipso para liberar el alma cautiva de su amigo Papa Doc Kabel, a quien Calipso había asesinado como parte del proceso de revivir a Garth.

### Marvel Zombies 4
Simon Garth había sido un sujeto de prueba de A.R.M.O.R. cuando la peste Simon mató a todos en la base. Recuperó la cabeza del zombi Deadpool, y usó los teletransportadores de la base para escapar al fondo del mar, donde la cabeza de Deadpool infectó a todos los Hombres-Peces y su líder Piraña. Simon se vio obligado a viajar a la nación isleña de Taino en el Mar Caribe, donde le contó a Black Talon sobre la peste zombi. Black Talon asumió el control de Simon y capturó la cabeza de Deadpool. Cuando la cabeza del zombi Deadpool muerde a uno de los secuaces de Black Talon, aprovecha esta oportunidad para conseguir que Simon lo ayude a escapar. Al final de la serie, Jennifer Kale y Black Talon confina el virus zombi dentro de Simon.
Zombie fue reclutado más tarde por Phil Coulson para unirse a su encarnación de los Comandos Aulladores con el fin de luchar contra la Plaga sin Mentes de Dormammu.

## Poderes y habilidades
Como Zombie, Garth es sobrenaturalmente fuerte y capaz de curarse místicamente de las heridas. Sin embargo, él también es prácticamente sin sentido. Además, debido al Amuleto de Damballah, que lleva alrededor del cuello, debe obedecer a cualquiera que tenga el duplicado de ese objeto.

## Otras versiones
Una versión renovada del Zombie apareció en una nueva continuidad en la impresión MAX de los lectores maduros de Marvel , en la miniserie de cuatro números Zombie (noviembre de 2006 - febrero de 2007), escrita por Mike Raicht e ilustrada por Kyle Hotz. Aquí, Simon Garth es un cajero de banco que, con su compañero de trabajo Layla, se enreda en los asuntos de dos ladrones y un gas zombificador infeccioso. Simon planta bombas de pinturaen las bolsas de dinero que solo él puede desactivar, por lo que él y Layla son secuestrados y llevados accidentalmente a la zona de cuarentena zombi, pensando que las barreras eran para evitar que los ladrones escaparan en lugar de mantener a los muertos vivientes bajo control. La serie concluye con un Simon mordido y acribillado a bala, el único sobreviviente del brote, que fue puesto bajo custodia militar y extraído de la escena en helicóptero.
Zombie fue seguido por una segunda miniserie de cuatro números, The Zombie: Simon Garth con Eric Powell reemplazando a Reicht (con la portada del primer número rindiendo homenaje a la portada del primer número de Tales of the Zombie), que narra los eventos que siguieron a la extracción y las aventuras de Simon como zombi "heroico".

## Otros Zombies
Otros personajes conocidos como Zombie en el Universo Marvel incluyen:
- Otras contrapartes dimensionales de los superhéroes, supervillanos y otros de la serie Marvel Zombies.
- En Tales of the Zombie # 4, apareció un zombi del antiguo Egipto. La persona murió violentamente en circunstancias desconocidas y fue reanimada como zombi por un hombre no identificado al llamar a Anubis y Ereshkigal. El hombre lo obligó a una mujer a casarse con él, pero la mujer finalmente aprendió a controlar al zombi y ella hizo que matara al hombre.
- Un nuevo Zombie, cuya verdadera identidad nunca se revela y se conoce solo como John Doe, es miembro de la Unidad de Contención Paranormal de S.H.I.E.L.D.. Sus únicas apariciones ocurrieron en la serie 2005-2006 de Comandos Aulladores de Nick Fury.
- Un gigante de origen desconocido era conocido como el Maestro Zombie; usó una máquina para transformar a otros en un estado de zombi. En cambio, su máquina le dio poder al Dr. Jack Castle, quien lo derrotó y se convirtió en la Máscara Ardiente. También era conocido como el Maestro y apareció en Daring Mystery Comics # 1.
- En Black Panther vol. 4 # 5, soldados zombis fueron enviados a invadir Wakanda, lo que obligó a la nación a ser evacuada por Pantera Negra.

## Recepción
Simon Garth, El Zombie ocupó el puesto número 19 en una lista de los personajes monstruos de Marvel Comics en 2015.

## Ediciones recopiladas
Algunas de las historias se han recopilado en libros de bolsillo comerciales:
- Essential Tales of the Zombie: Volumen 1 (collects Tales of the Zombie #1-10 y Dracula Lives #1-2, 592 páginas, octubre de 2006, ISBN 0-7851-1916-7)
- Marvel Masterworks: Atlas Era Menace, Volume 1 (incluidaMenace # 5, 304 páginas, noviembre de 2009, ISBN 0-7851-3509-X)
- Marvel MAX:
  - Zombie (96 pág., abril de 2007, ISBN 0-7851-1913-2)
  - The Zombie: Simon Garth (96 pág., julio de 2008, ISBN 0-7851-2751-8)